# الاتحاد العام للمرأة السورية

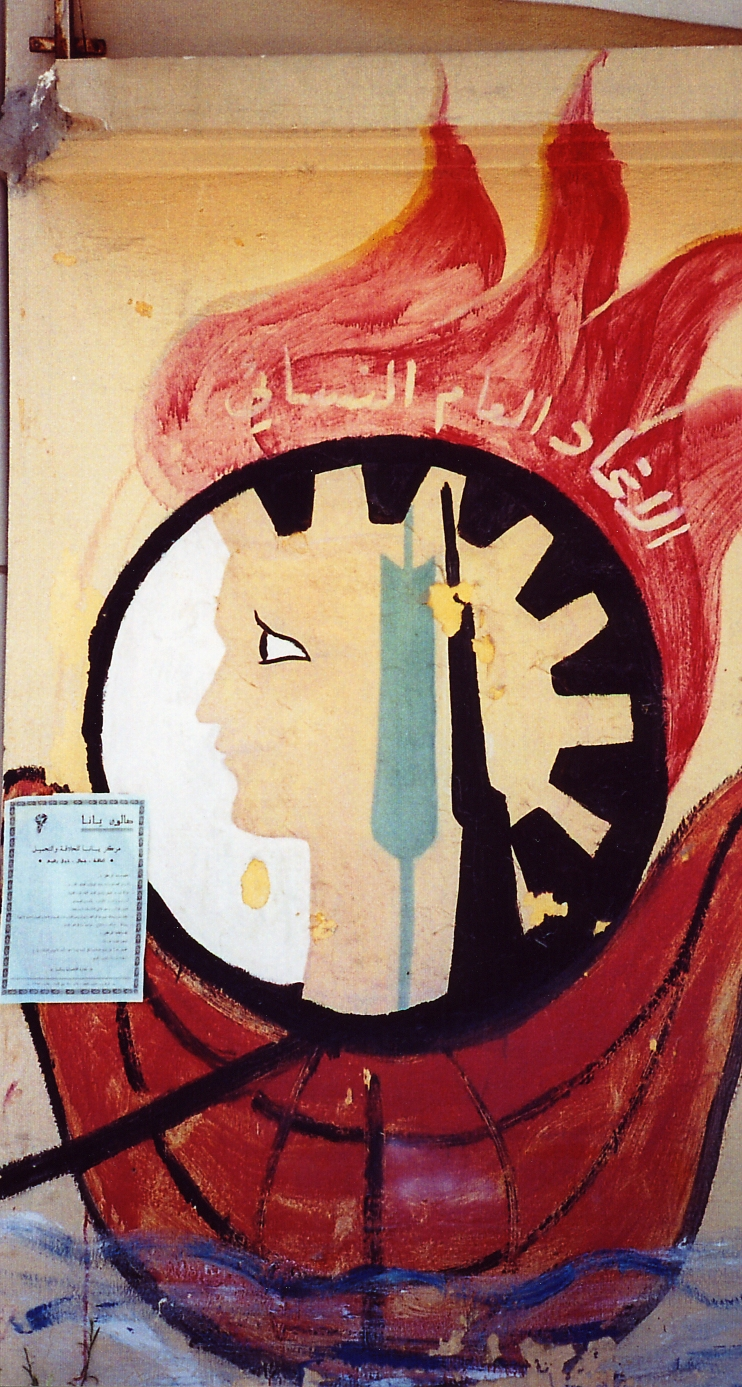
شعار الاتحاد العام للمرأة السورية, رسمت على جدار مكتب الاتحاد العام للمرأة السورية في طرطوس

الاتحاد العام للمرأة السورية (الاتحاد العام النسائي) (بالإنجليزية:General Union of Syrian Women) واختصاره (GUSW) هو منظمة نسائية في سوريا. تأسست في عام 1967، نتيجة لدمج مختلف الفئات النسائية القائمة. رئست الاتحاد امنذ عام 2004، سعاد بكور، MP.
الاتحاد العام للمرأة السورية يمثل سوريا في العلاقات على مختلف برامج ووكالات الأمم المتحدة، مثل مؤتمر بكين، صندوق الأمم المتحدة الإنمائي، منظمة الأغذية والزراعة، برنامج الأمم المتحدة الإنمائي، الخ المشاركة
في 7 نيسان 2006 اصدر الاتحاد العام للمرأة السورية تقرير، وضعت بالتعاون مع برنامج الأمم المتحدة الإنمائي بشأن العنف الأسري ضد المرأة في سورية. واعتبر التقرير بأنه يفتح آفاقا جديدة، وغالبا ما ينظر إلى العنف المنزلي باعتباره شأنا داخل الأسرة في البلاد.
بعد مضي نصف قرن من الزمن على تأسيسه، أصدر الرئيس الرئيس السوري بشار الأسد مرسوماً تشريعياً يقضي بإلغاء القانون رقم 33 لعام 1975 وتعديلاته المتضمن إحداث الاتحاد العام النسائي في سوريا.